# Scooby!
A Scooby! (eredeti címén Scoob!) 2020-as 3D-s számítógépes animációs film, melynek alapjául a Scooby-Doo franchise szolgál. Rendezője Tony Cervone, a forgatókönyvet Kelly Fremon Craig írta. A főszereplők eredeti hangjain a filmben Frank Welker, Zac Efron, Will Forte, Amanda Seyfried, Gina Rodriguez és Tracy Morgan szólal meg. A gyártója a Warner Bros.
A Scooby! az első moziba kerülő Scooby-Doo film a 2004-es Scooby-Doo 2. – Szörnyek póráz nélkül óta, az első Hanna-Barbera-rajzfilm alapján készülő világszerte bemutatott mozifilm a 2010-es Maci Laci óta, és a legelső darabja a Warner Bros. által tervezett egyesített Hanna-Barbera-moziuniverzumnak.
Az Amerikai Egyesült Államokban 2020 májusában mutatták volna be a mozikban, de a koronavírus gyors terjedése miatt inkább VoDon mutatták be május 15-én. Magyarországon 2020. július 23-án mutatták be a mozikban. A magyar változatban ebben a filmben szinkronizált utoljára 2021-es halála előtt Vass Gábor.

## Cselekmény
Bozont, Scooby-Doo, Fred, Diána és Vilma más Hanna-Barbera-szereplőkkel összefogva megpróbálják megmenteni a világot Gézengúz Gusztitól és gonosz terveitől.

## Szereplők
| Szereplő | Eredeti hang                                | Magyar hang                                     | Leírás                                                                                 |
| --- | ------------------------------------------- | ----------------------------------------------- | -------------------------------------------------------------------------------------- |
| Scooby-Doo | Frank Welker                                | Vass Gábor                                      | Scooby-Doo gyáva dán dog. Gazdája, egyben legjobb barátja Bozont. A Rejtély Rt. tagja. |
| Fred Jones | Zac Efron Pierce Gagnon (fiatalon)          | Markovics Tamás Sándor Barnabás (fiatalon)      | A Rejtély Rt. csapatvezetője.                                                          |
| Vilma Dinkley | Gina Rodriguez Ariana Greenblatt (fiatalon) | Madarász Éva Dolmány Bogdányi Korina (fiatalon) | A Rejtély Rt. legokosabb tagja.                                                        |
| Bozont Rogers | Will Forte Iain Armitage (fiatalon)         | Fekete Zoltán Gáll Dávid (fiatalon)             | Egy laza stílusú srác. Scooby gazdája. A Rejtély Rt. tagja.                            |
| Diána Blake | Amanda Seyfried Mckenna Grace (fiatalon)    | Hámori Eszter Kobela Kira (fiatalon)            | A Rejtély Rt. csinos tagja.                                                            |
| Gézengúz Guszti | Jason Isaacs                                | Csankó Zoltán                                   | Bűnöző mester, aki kincseket szerez a görög alvilágból.                                |
| Brian / Kék Sólyom | Mark Wahlberg                               | Dévai Balázs                                    | Az eredeti Kék Sólyom fia.                                                             |
| Barlangi kapitány | Tracy Morgan                                | Kőrösi András                                   | Barlangban élő szuperhős, aki a Messick hegységben lakik.                              |
| Robokuty | Ken Jeong                                   | Vida Péter                                      | Kék Sólyom segédje.                                                                    |
| Dee Dee Skyes | Kiersey Clemons                             | Csifó Dorina                                    | A Sanda Sólyom pilótája.                                                               |
| Mardel | Billy West Don Messick (archív felvétel)    | Dézsy Szabó Gábor                               | Gézengúz Guszti kutyája.                                                               |
| Simon Cowell | Simon Cowell                                | Mihályfi Balázs                                 | A Rejtély Rt. első befektetője.                                                        |
| Keith | Henry Winkler                               | Rekop György                                    | Kék Sólyom szolgája.                                                                   |
| Ira Glass | Ira Glass                                   | Rekop György                                    | Rádió bemondó.                                                                         |
| Gery rendőr | Kevin Heffernan                             | Moser Károly                                    | A fiatal Scooby-t üldöző rendőr.                                                       |
| Jaffe rendőrnő | Christina Hendricks                         | Andrusko Marcella                               | Gézengúz Guszti beépített rendőre.                                                     |
| Casey rendőr | Adam Sztykiel                               | ?                                               | Rigby házban az ellopott tárgyakat vizsgáló rendőr.                                    |
| North rendőr | Alex Kaufman                                | ?                                               | A Rigby házban az ellopott tárgyakat vizsgáló rendőr.                                  |
| Judy Takamoto | Maya Erskine                                | Ágoston Katalin                                 | A Takamoto Bowling tulajdonosa.                                                        |
| Kerberosz | Fred Tatasciore                             | Eredeti hang                                    | Háromfejű kutya, aki a görög alvilágot védi.                                           |
| Chad | Henry Kaufman                               | Polyák Olivér                                   | Két gyerek, akik ellopják Bozonttól a cukrot.                                          |
| Chet | Henry Kaufman                               | Kelemen Noel                                    | Két gyerek, akik ellopják Bozonttól a cukrot.                                          |
| Mrs. Rogers | Pam Coates                                  | Mohácsi Nóra                                    | Bozont anyja.                                                                          |
| Harry Perry | Harry Perry                                 | ?                                               | Zenész                                                                                 |
| Mr. Rigby / Szellem | Tony Cervone                                | Kis Horváth Zoltán                              | Szellemként ijesztgeti a gyerekeket, illetve értékes tárgyakat lop.                    |
| Étterem-tulajdonos | John DiMaggio                               | Fehérváry Márton                                | Étterem-tulajdonos.                                                                    |
| Földönkívüli | Don Messick (archív felvétel)               | ?                                               |                                                                                        |
| További magyar hangok |                                             |                                                 |                                                                                        |
| Bor László, Bordás János, Farkas Bence, Hábermann Lívia, Kerekes Bernadett, Ligeti Kovács Judit, Lovas Dániel, Németh Attila, Sipos Viktória, Staub Viktória, Tokaji Csaba |                                             |                                                 |                                                                                        |

## Gyártás

### Előkészületek
2014. június 17-én a Warner Bros bejelentette, hogy a Scooby-Doo filmsorozat új részét Randall Green írja majd. 2015. augusztus 17-én Tony Cervone lett az új animációs film rendezője, és Matt Lieberman az írója. A Phineas és Ferb egyik ötletgazdáját, Dan Povenmire-t tették meg kreatív tanácsadónak, és executive producernek.
A 2016-os CinemaConon jelentették be a film akkori munkacímét, akkor még S.C.O.O.B.-ként. A film a Hanna-Barbera moziverzum felvezető darabjaként került fejlesztés alá az akkori közlemény szerint.
A 2016 szeptemberében nyilvánosságra hozott hírekben már Dax Shepard neve is szerepel rendezőként Cervone társaként, ahogy Lieberman mellett forgatókönyvíróként is. 2018 októberében bejelentették, hogy Shepard már nem vesz részt a projektben, helyére Kelly Fremon Craig került.

### Casting
2019 márciusában bejelentették, hogy Frank Welker, Scooby-Doo eredeti hangja a 2000-es évek eleje óta a mozifilmben is megszólaltatja majd a címszereplőt. Mellette a szerepekre elsőként Will Forte, Gina Rodriguez és Tracy Morgan lettek beválogatva mint Bozont, Vilma és Barlangi kapitány.  Ugyanebben a hónapban Zac Efron és Amanda Seyfried is csatlakoztak a film szinkronstábjához mint Fred és Diána. Az ismert hollywoodi húzónevek szerződtetése kisebb közfelháborodást okozott, miután a rajzfilmsorozatban megszokott eredeti színészekkel nem konzultált a Warner a leváltásukat illetően. Az ügyben (2009-től) Bozont eredeti hangja, Matthew Lillard és Gray Griffin, (2000-től) Diána eredeti hangja is kifejezték nemtetszésüket social media platformokon. Efron beválogatása emellett az első alkalom a franchise 1969-es debütálása óta, hogy a felnőtt Fred karakter egy animációs filmben nem Welker hangján szólal meg. Áprilisban Ken Jeong és Kiersey Clemons csatlakoztak a stábhoz, majd májusban Mark Wahlberg és Jason Isaacs.

## Megjelenés
A Warner Bros. 2020. május 15-ére írta ki a film premierjét, de a koronavírus-járvány miatt elhalasztották. Később bejelentették, hogy megtartják a film premierjét, mégpedig Video on Demand szolgáltatókon.

## Fordítás
Ez a szócikk részben vagy egészben  a   Scoob! című angol Wikipédia-szócikk ezen változatának fordításán alapul.  Az eredeti cikk szerkesztőit annak laptörténete sorolja fel. Ez a jelzés csupán a megfogalmazás eredetét és a szerzői jogokat jelzi, nem szolgál a cikkben szereplő információk forrásmegjelöléseként.